# Opihi
Opihi est une petite localité rurale située dans le District de Timaru, de l’Île du Sud de la Nouvelle-Zélande.

## Situation
Elle est localisée juste au nord de la ville de Pleasant Point et immédiatement à l’ouest de celle de Temuka.

## Personnalités notables
Richard Pearse (en) vécu dans le secteur et conduisit en 1903 ses expériences de vols le long des rives du fleuve Opihi.